# 十方山林道
十方山林道（じっぽうざんりんどう、細見谷林道とも言う）は、広島・島根県境尾根（恐羅漢山〜五里山）と十方山（広島県）との狭間にある林道。恐羅漢山（広島・島根両県最高峰）のふもとの二軒小屋（広島県山県郡安芸太田町横川）と国道488号（広島県廿日市市吉和）を結んでいる。幅員3〜4mで未舗装、全長は約14.4kmあり、 1953年（昭和28年）に一旦完成したものの、その後荒れてきたため1959年（昭和34年）に再整備されている。なおこの林道は、中間部分で細見谷を通ることから、一般的には細見谷林道と呼ばれることの方が多くなっている。

## 細見谷渓畔林
十方山林道の中間部分は、細見谷を流れる細見谷川（太田川の源流の一つ）に沿っている。そして、そのうちの約5kmほどの区間では、渓畔林（渓流沿いの水辺林）が発達しており、これを細見谷渓畔林という。ただし細見谷では、かつて大規模な拡大造林が行なわれ、標高差300〜400mの両斜面のほとんどすべてが伐採された。その結果、広葉樹の森（ブナ・サワグルミ・トチ・ミズナラなど）の大半は、スギ・ヒノキといった針葉樹で置き換えられた。現在の細見谷渓畔林の規模は、細見谷川沿いに幅100〜200m、長さ約5kmくらいとされている。
2002年夏、自然保護団体をはじめとする一般市民が、河野昭一（京都大学名誉教授、植物学）らの指導の下に細見谷渓畔林を調査した。その結果、河野はこの群落を「チュウゴクザサ-サワグルミ群集（新称）」としたうえで、「本群集の種多様性は極めて高い。その点でも注目に値し、第一級の保全対象と言えよう」と述べている。
なお、この細見谷渓畔林が、現在もかろうじて残っている背景には、一般市民の働きかけに加えて、広島県当局の保護要請や広島大学関係者の伐採反対意見があったとされている。
すなわち、1960年代の拡大造林後、細見谷は荒れていた。1972年（昭和47年）6月、一般市民による「広島県の自然を守る県民の会」が結成され、広島営林署に「十方山細見谷の原生林を伐採しないよう申し入れた」。広島県当局や広島大学関係者からも同様の要望が出された。それらを受けて、同年10月、広島営林署は伐採計画を変更して、今後は「できる限り“オノ”を入れない方針」や、保護樹林帯を従来の20mから40mに拡大するなどの決定をした。

## 大規模林道問題（細見谷林道問題）
1970年代はじめ、国による大規模林道の事業計画が浮上した。そしてその中に、十方山林道が組み込まれることになった。既設の十方山林道（未舗装）を、大規模林業圏開発林道（いわゆる大規模林道、後の緑資源幹線林道）事業に組み込んで、拡幅舗装化（幅員の基本規格7m、全面舗装）しようというのである。しかし、そのことによって、細見谷の豊かな自然が失われてしまう恐れがあるとして、自然保護団体を中心とした反対運動が起こった。
大規模林道（全部で32路線）は、全国に7つの林業圏域を設定して展開された。したがって、大規模林道の建設と自然破壊をめぐる問題は、全国各地に存在している。しかし、ここでいう大規模林道問題とは、十方山林道（細見谷林道）の場合を対象とした用語である。つまり、既設の十方山林道（未舗装）を拡幅舗装化することが、特に「細見谷の自然に影響を及ぼす可能性があるのかどうか」という問題である。なお、大規模林道事業を策定したのは、森林開発公団（後の緑資源機構）である。
結論から先にいうと、2012年1月、広島県（湯崎英彦知事）が事業を継承しないことを表明したため、細見谷渓畔林の原生的自然は、広島営林署の伐採計画変更（1972年10月）に引き続いて、再び現状のまま保存されることとなった。
1956年（昭和31年）7月16日、森林開発公団設立（農林省所管の特殊法人）
同公団の当初の目的は、限られた地域（紀州・熊野川流域と四国・剣山周辺地域）で林道事業を行うことにあった。（1963年事業完了）
1965年（昭和40年）、公団、特定森林地域開発林道計画（いわゆるスーパー林道）を所管事項とする。
旧公団林道事業が完了（1963年）したにもかかわらず、森林開発公団は解散することなく、今度は全国規模の「スーパー林道」計画を所管事項とした。
「スーパー林道」は、幅員 4.6mで〈未舗装〉ながら「峰越し・多目的」の林道である。「南アルプススーパー林道」などのように、観光地のそばに多く造られた。（1990年事業完了）
1972年（昭和47年）、「広島県の自然を守る県民の会」結成
同会及び広島県、さらには広島大学関係者の意見を反映して、細見谷渓畔林はかろうじて保護された。
なお、このころ、大規模林道建設に向けて、細見谷でも調査が行われている。
1973年（昭和48年）、公団、大規模林業圏開発林道事業（いわゆる大規模林道）を所管事項とする
「大規模林道」は、スーパー林道と同じく「峰越し・多目的」の林道である。しかしその規格は、幅員 7m （道路幅員5.5m ）二車線〈舗装〉であり、スーパー林道のそれよりもさらに大型のものとなっている（大規模林道とスーパー林道は事業自体が異なる）。
大規模林道整備の目的としては、林業振興や地域開発に加えて、森林レクリエーションの拡充などがあげられている。まさに、大型観光バスも走行可能な山岳ハイウェイ（観光道路）をめざしたものといえよう。
1974年（昭和49年）11月、「広島県の自然を守る県民の会」大規模林道開発ルート変更訴え
大規模林道工事そのものの中止ではなく、細見谷を通らないルートに変更することを求めたものである。
1976年（昭和51年）9月、大規模林道大朝・鹿野線の基本計画策定について要望（吉和村・芸北町・戸河内町）
地元自治体からの建設促進要請である。
1977年（昭和52年）3月、大規模林道大朝・鹿野線の実施計画、農林大臣許可
十方山林道の拡幅舗装化を含む路線のことである。
1978年（昭和53年）、第2回自然環境保全基礎調査の特定植物群落調査を実施（環境庁）
細見谷の渓谷植生は、選定基準「A自然林」とされた。屋久島や白神山地と同等の扱いである。
1990年（平成2年）5月27日、「森と水と土を考える会」発足
会発足当初から、大規模林道問題を柱の一つに掲げて活動を継続。2012年には、創立20周年記念誌を発行している。
1990年（平成2年）9月、大朝・鹿野線 戸河内・吉和区間（城根・二軒小屋工事区間）の工事着手
十方山林道につながる隣りの工事区間である（安芸太田町小板城根（国道191号）〜三段峡〜二軒小屋）。2004年12月完成。
1999年（平成11年）10月、緑資源公団発足
森林開発公団と農用地整備公団を統合。
2000年（平成12年）12月、再評価委員会（林野庁にて設置）の意見
大朝・鹿野線が全国複数路線の一つとして対象に選ばれた。委員会では、特に十方山林道部分について「環境保全への配慮等のために、幅員を縮小するなど計画路線一部を変更した上で事業を継続することとする。なお、渓畔林部分については環境保全に十分配慮して事業を実施する必要がある」としている。なおこの間、自然保護団体による度重なる申し入れ（1996年、1998年、2000年）が行われている。
2001年（平成13年）10月6〜7日、大規模林道問題全国ネットワークの集い（第9回）・広島集会（第一回目）
大規模林道問題全国ネットワークとしては初めての西日本における集会である。これを機会に、細見谷大規模林道問題に対する自然保護団体等の主張は、従来の「細見谷を通らないルートに変更」から、「大規模林道工事そのものの中止」を求める方向に転換した。なお、同ネットワークの第1回大会は、山形県長井市と白鷹町にて開催（1993年（平成5年）6月26〜27日）。
2002年（平成14年）、一般市民と学者による細見谷の本格的な調査開始
初年度の成果として、原哲之編『細見谷と十方山林道（2002年版）』（脚注参照）がある。また、その後の調査活動（特に植物調査）のまとめとして、堀資料がある。
2003年（平成15年）1月、大朝・鹿野線の実施計画の変更認可（農林水産大臣）
「戸河内・吉和区間の一部（二軒小屋・吉和西工事区間）について幅員5mとする。なお、渓畔林部分についてはこれによらず、原則として現道を拡幅せず必要最小限の工事を行うこととする」。大規模林道の通常規格である、幅員 7m （道路幅員5.5m ）二車線〈舗装〉からは後退したものとなっている。注：1984年（昭和59年）に大規模林道事業の見直し（当時全部で25路線）があり、多数の路線ですでに路線短縮（19路線）や幅員縮小（14路線、7mから5mへ）が行われている。
2003年（平成15年）3月1日、広島県佐伯郡吉和村は、同県廿日市市と合併して廿日市市吉和となる。
廿日市市、大規模林道問題の当事者となる。
2003年（平成15年）3月23日、日本生態学会、大規模林道事業に反対を表明
日本生態学会第50回大会総会における決議文「細見谷渓畔林（西中国山地国定公園）を縦貫する大規模林道事業の中止、および同渓畔林の保全措置を求める要望書」を提出した。提出先は、環境大臣、農林水産大臣、広島県知事、廿日市市長、および緑資源公団である。
2003年（平成15年）10月、緑資源機構発足
独立行政法人化する。
2004年（平成16年）6月、環境保全調査検討委員会（第1回）
いよいよ次は、十方山林道の大規模林道化工事着手という時期になってきた（同年12月、二軒小屋までの工事区間完成）。しかし、自然保護の立場から強い反対運動があり、工事着工前に緑資源機構による環境保全調査検討委員会が開かれることになった。委員会設置の目的を、同機構では「（細見谷における）林道工事の実施に伴う影響の予測・評価及び保全措置を専門的、学術的な見地から検討するため」としている。
2005年（平成17年） 11月、環境保全調査検討委員会（第9回、最終回）
委員会は、（細見谷大規模林道工事の）着工に伴う環境保全措置を承認、つまり、大規模林道工事の着工を容認した。環境保全調査検討委員会をめぐる種々のやりとり等についてまとめた資料として、『細見谷と十方山林道（2006年版）』がある。
2006年（平成18年）1月、建設促進大会開催（整備促進協議会主催）
建設促進は地元住民による総意とされた。
2006年（平成18年）6月10〜11日、大規模林道問題全国ネットワークの集い（第14回）・広島集会（第二回目）
スローガンは「止めよう！緑資源幹線林道、残そう！細見谷渓畔林」
2006年（平成18年）8月、期中評価委員会（林野庁）結審
環境保全調査検討委員会（2004〜5年）は、細見谷大規模林道工事（十方山林道の大規模化）そのものを対象としていた。これに対して、期中評価委員会は、全国の幹線林道（大規模林道）の中から毎年複数路線を評価対象に選んでおり、同年は大朝・鹿野線（十方山林道が含まれる）もその対象となった。
期中評価委員会では、十方山林道について次のように評価している。すなわち「林道整備の必要性は認められ、地元の要請も強い一方で、特に渓畔林部分及び新設部分については、自然環境の保全の観点から、さらに慎重な対応が求められる。このため、吉和側、二軒小屋側の拡幅部分については、環境保全に配慮しつつ工事を進めることとする。また、渓畔林部分及び新設部分については、地元の学識経験者等の意見を聴取しつつ引き続き環境調査等を実施して環境保全対策を検討した後、改めて当該部分の取扱を緑資源幹線林道事業期中評価委員会において審議する」
2006年（平成18年）8月、廿日市市にて臨時市議会開催（住民投票条例案を審議）
廿日市市において「廿日市市における細見谷林道工事の是非を問う住民投票条例制定」に関する直接請求の署名活動が行われた。有効署名数が有権者数の8.3％（2.0%にて成立）に達し、臨時市議会において審議された結果、住民投票条例案は7対24の反対多数で否決された。
2006年（平成18年）11 月、十方山林道の両端から工事が着手
翌2007年、吉和西側（廿日市市吉和）約100mあまり 、二軒小屋側（山県郡安芸太田町）約300mが完成した。ただし、2008年度以降工事は中断。
2007年（平成19年）5月、緑資源機構の理事ら6名、官製談合の疑いにて東京地検特捜部によって逮捕
容疑は「緑資源機構」が発注した林道整備のコンサルタント業務（天下り先）をめぐる談合事件に関する私的独占の禁止及び公正取引の確保に関する法律（独占禁止法）違反（不当な取引制限）。
2008年（平成20年）3月31日、緑資源機構廃止
業務の大部分を森林総合研究所（農林水産省所管の独立行政法人）の一部門（森林農地整備センター）として移管・存続。緑資源幹線林道（未完成部分）については、独立行政法人の事業としては廃止し、地方公共団体（具体的には北海道および該当県）の判断により必要な区間について、国の補助事業として実施することになった。そして、そのための「山のみち地域づくり交付金」が創設された。
2008年（平成20年）9月6〜7日、大規模林道問題全国ネットワークの集い（第16回）・広島集会（第三回目）
広島大会アピール「（同ネットワークは）新たに発足した、日本森林生態系保護ネットワークに合流し、発展的に改組することになりました」と宣言。
2012年（平成24年）1月、広島県（湯崎英彦知事）が事業を継承しないことを表明
細見谷渓畔林の原生的自然は、現状のまま保存されることとなった。
2012年（平成24年）3月、細見谷渓畔林訴訟（公金違法支出損害金返還請求事件）の判決（広島地裁）
受益者賦課金に対する公金支出そのものについては、違法とされた。
2019年（令和1）8月13日、「森と水と土を考える会」閉会
会報「森と水と土を考える会」2019年8月最終号（第240号）をもって約30年の活動に幕を閉じる。

## 細見谷林道工事とは（二軒小屋・吉和西工事区間）
細見谷林道工事、すなわち、既存（未舗装）の十方山林道（細見谷林道）を拡幅舗装化する工事区間の正式名称は、「緑資源」幹線林道大朝・鹿野線戸河内〜吉和区間（二軒小屋・吉和西工事区間）である。なおこの工事区間の一部では、通称「七曲り」という曲がりくねった部分を直線的な道路に付け替える計画であった。したがって、既存の十方山林道（距離約14.4km）に対して、計画延長（13.2km）はほんの少し短くなる。ところで、この工事区間の規格は、再評価委員会（2000年）や環境保全調査検討委員会（2004年〜2005年）の過程で、大幅に後退していった。つまり、幅員5m（場所によっては4m）、渓畔林部分は現道の幅（幅員3m）のまま舗装化（ごく一部では砂利敷き）とするなど、もはや大規模林道（幅員7m二車線完全舗装）とはいえない規格となってしまった。それでもなお、緑資源機構自らの手によって、工事そのものを中止するという決断はなされなかった。
全国7つの林業圏域および大規模林道について
森林開発公団（後の「緑資源」機構、2007年度末で廃止）によって、1973年（昭和48年）、全国に7つの林業圏域が設定された。すなわち、北海道山地（北海道）、北上山地（青森県・岩手県）、最上・会津山地（山形県・福島県）、飛騨山地（富山県・岐阜県）、中国山地（中国5県）、四国西南山地（愛媛県・高知県）、および祖母・椎葉・五木山地（大分県・宮崎県・熊本県）である。そして、これらの林業圏域において、林道網の中核として位置付けられた大規模な林道のことを、大規模林道（後の緑資源幹線林道）という。
緑資源幹線林道「大朝・鹿野線」について
全国7つの林業圏域の一つである「中国山地」の幹線林道には、山陰ルート（鳥取県、島根県、山口県）と山陽ルート（岡山県美作市〜広島県北部〜山口県下関市）の二つのルートがある。「大朝・鹿野線」（中国山地、山陽ルートの一部）は、全国で32（29路線、3支線）ある路線のうちの一つ。広島県北西部に位置する北広島町（旧芸北町）、安芸太田町（旧戸河内町）、廿日市市（旧吉和村）から山口県北部の岩国市（旧錦町、旧美和町、旧本郷村）、周南市（旧鹿野町）の各市町を貫く計画となっている。
戸河内・吉和〈区間〉について
戸河内・吉和〈区間〉は、「大朝・鹿野線」をいくつかに分けた区間の一つ。広島県北部の山県郡安芸太田町内の国道191号と接する地点、すなわち小板（城根・じょうね）を起点として、二軒小屋から林道十方山線に入り、吉和地域内で国道488号と接する地点（吉和西）を終点とする計画延長24.3kmの区間。
戸河内・吉和〈区間〉は、さらに二つの〈工事〉区間に分かれる。城根・二軒小屋工事区間（計画延長11.1 km）と二軒小屋・吉和西工事区間（計画延長13.2km）である。城根・二軒小屋工事区間は、国道191号線の安芸太田町（旧・戸河内町）小板城根から、三段峡（餅の木）を経て二軒小屋までの工事区間。1990年（平成2年）9月着工、2004年（平成16年）12月すでに完成している。
二軒小屋・吉和西〈工事〉区間について・・・・・拡幅部分、渓畔林部分、新設部分
二軒小屋・吉和西工事区間は、二軒小屋から細見谷を経て、国道488号線の吉和（吉和西）までの工事区間。既存の十方山林道（未舗装）を拡幅舗装化する区間であり、大規模林道問題（細見谷林道問題）の争点となった工事区間である。工事区間のより細かい区分（4区分）については、以下のとおり。
1）拡幅部分、3.8km（二軒小屋〜水越峠の先）、全幅員5.0m（車道幅員4.0m）
舗装幅を5mとし、既設林道を極力利用する線形とする。
2）渓畔林部分、4.6km（細見谷川沿い、水越峠の先〜下山橋〜ワサビ田〜カネヤン原）、現道を利用（車道幅員3.0m）
渓畔林部分の林道は、舗装幅を3mとして既設林道の拡幅は行わず、林道沿いの大径木を伐採することはない。（なお、ごく一部未舗装のままで敷砂利とする）
3）新設部分、1.1km（七曲り部分を避けてショートカット、カネヤン原〜2号橋）、全幅員4.0m（道路幅員3.0m）
舗装幅を5mから4mに見直し、路線の線形を検討し、大径木の保全等に留意する。
4）拡幅部分、3.7km（2号橋〜押ヶ峠〜吉和西）、全幅員4.0m（道路幅員3.0m）
舗装幅を5mから4mに見直し、既設林道を極力利用する線形とし、森林の改変を最小限にとどめる。

## 細見谷の保全に向けて
細見谷渓畔林は、またしてもかろうじて守られることになった。この渓畔林を今後どのように活用すればよいのか、その具体的な方策はまだ見えてこない。とは言うものの、細見谷にはツキノワグマが棲息しており、まずはその存在を無視することはできない。その理由は、ツキノワグマが細見谷渓畔林（落葉広葉樹の森）で重要な位置を占めており、同渓畔林の自然の豊かさを示すバロメータとして有用だからである。
西中国山地（細見谷が含まれる）のツキノワグマは、本州最西端の地で、孤立個体群として存在している。そのツキノワグマが人里に姿を見せるようになったのは、1970年代に入ってからとされている。それではなぜ、クマが山から里へ下りてくるようになったのか。西中国山地のツキノワグマについて、金井塚務（広島フィールドミュージアム会長）は次のように述べている。「生息域は年々拡大の傾向を示し、現在もその傾向は続いている。これは個体数の増大を反映したものではなく、生息密度の低下に伴う分布で、本来の生息域の環境悪化が原因と考えられる。こうした傾向が続くと、繁殖のための出会いの機会が減少し、個体群は衰退の一途をたどることになる」。つまり、山で暮らせないから里に下りてきたと言うのである。
金井塚は、細見谷渓畔林のツキノワグマについて、次のように述べている。「比較的生産性が豊かな細見谷渓畔林は、西中国山地のツキノワグマ個体群の保全にとって極めて重要な位置にあり、同渓畔林の多様性保存は西中国山地に生息する個体群復活のキーポイントとなる」。『細見谷と十方山林道（2006年版）』p.21（脚注参照）